# Craniate
Craniatele (Craniata) este o cladă propusă din încrengătura de animale vertebrate, care include: peștii, amfibienii, reptilele, păsările și mamiferele. Toate au craniu și majoritatea au un endoschelet osos (rechinii au cartilaginos). Sistemul nervos este format din sistemul nervos central (sistemul nervos cerebro-spinal) și sistemul nervos periferic. Sistemul nervos central este format la rândul lui din encefal (creierul) și măduva spinării. Encefalul cuprinde cinci etaje: telencefalul (creierul anterior), diencefalul (creierul intermediar), mezencefalul (creierul mijlociu), metencefalul (creierul posterior) și mielencefalul (măduva prelungită sau bulbul rahidian). În lume sunt 50.000 de craniate.

## Taxonomie
- Myxini (= Hyperotreti)
- Vertebrata
  - Cephalaspidomorphi
    - Petromyzontiformes

  - Gnathostomata
    - Chondrichthyes
    - Teleostomi

### Cladogramă
|            | Myxini                                                                                         |
|            |                                                                                                |
| Vertebrata | \| ______ \| Cephalaspidomorphi \| \| \| Cephalaspidomorphi \| \| \| Gnathostomata \| \| \| \| |
|            | \| ______ \| Cephalaspidomorphi \| \| \| Cephalaspidomorphi \| \| \| Gnathostomata \| \| \| \| |
| ______     | Cephalaspidomorphi                                                                             |
|            | Cephalaspidomorphi                                                                             |
|            | Gnathostomata                                                                                  |
|            |                                                                                                |

| ______ | Cephalaspidomorphi |
|        | Cephalaspidomorphi |
|        | Gnathostomata      |
|        |                    |